# بروس ميتلاند كاروثرز
بروس ميتلاند كاروثرز (بالإنجليزية: Bruce Maitland Carruthers)‏ هو طبيب أسترالي، ولد في 23 أبريل 1892 في مايتلاند في أستراليا، وتوفي في 29 نوفمبر 1951 في هوبارت في أستراليا.